# Pierre Fournier
Pierre Fournier (Paris, 24 de junho de 1906 -Genebra, 8 de janeiro de 1986) foi um violoncelista francês, que também era chamado de "Aristocrata dos Violoncelistas" devido a sua elegância e maestria ao tocar o violoncelo.
Nasceu em Paris, filho de um general do exército francês. Sua mãe tentou fazê-lo tocar piano, mas ele havia tido poliomielite quando criança e perdeu parte de sua destreza nos pés e pernas. Tendo dificuldades com os pedais do piano, ele passou a estudar violoncelo.  Recebeu aulas de Odette Krettly e, a partir de 1918, estudou com André Hekking e depois com Paul Bazelaire. Ele graduou no Conservatório de Paris aos 17 anos, em 1923. Ele foi intitulado como o "Violoncelista do Futuro" e ganhou um prêmio pelas suas técnicas virtuosas e elaboradas. No período de 1925-1929, ele foi membro do Quarteto Krettly, liderado pelo irmão de Odette - Robert Krettly.
Fournier ficou bem conhecido quando tocou com a Orquestra Colonne em 1925. Ele começou a viajar por toda a Europa e, em vários momentos, tocou com outras personalidades musicais da época e gravou uma completa música de câmara de Johannes Brahms e Franz Schubert para a BBC.